# حاجز لساني
الحاجز اللساني يتكون الحاجز اللساني من طبقة عمودية من الأنسجة الليفية، تمتد عبر كامل طول المستوى المتوسط للسان ، على الرغم من عدم وصولها تمامًا إلى ظهر اللسان. وهو أكثر سمكًا في الخلف من الأمام، ويحتوي أحيانًا على غضروف ليفي صغير، حوالي 6 مم في الطول. يتم عرضها بشكل جيد عن طريق عمل أخدود رأسي على طول اللسان يسمى التَّلَمُ النَّاصِفُّ للِّسان.